# Anghel Saligny

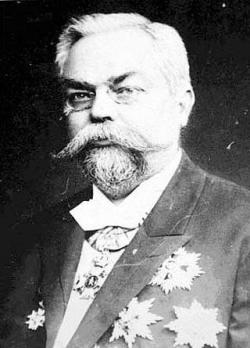
Anghel Saligny

Anghel Saligny  (* 19. April 1854 in dem Dorf Șerbănești in der Gemeinde Liești, Kreis Galați, Region Moldau; † 17. Juni 1925 in Bukarest) war ein rumänischer Ingenieur, Eisenbahn- und Brückenbauer und Hochschullehrer. Sein bekanntestes Werk war die später nach ihm benannte Eisenbahnbrücke über die Donau bei Cernavoda, ihrerzeit eine der größten Brücken Europas.

## Leben
Anghel Salignys Vorfahren stammten aus dem französischen Châtillon-Coligny, flohen als Hugenotten aber nach dem Widerruf des Edikts von Nantes im Jahr 1685 in die Niederlande. Ein Nachkomme, Alfred Rudolf Saligny, zog nach Preußen, ließ sich später aber als Französisch-Lehrer in Focșani im damaligen Fürstentum Moldau nieder. Dort gründete er ein Internat für Grundschüler und heiratete Maria Zarska Dobjanski, eine Polin aus dem nördlichen Moldau. Aus der Ehe gingen Alfons Oscar (1853–1903), später ein bekannter rumänischer Chemiker, Anghel und Sofia hervor.
Anghel Saligny wurde geboren, als seine Familie durch heftige Unwetter mehrere Tage in dem Dorf Șerbănești festgehalten wurde. Er besuchte die Grundschule seines Vaters in Focșani und das dortige Gymnasium, anschließend das Gymnasium in Potsdam. Seinem Interesse für Astronomie folgend, studierte er zunächst an der Friedrich-Wilhelms-Universität in Berlin bei Hermann von Helmholtz, absolvierte dann aber von 1870 bis 1874 ein Ingenieurstudium an der Berliner Bauakademie, einem der Vorläuferinstitute der Technischen Universität Berlin, u. a. bei Johann Wilhelm Schwedler und Ludwig Franzius.
Er begann seine berufliche Tätigkeit unter der Leitung von Georg Christoph Mehrtens am Bau der Eisenbahnstrecke Frankfurt an der Oder – Cottbus. In dieser Zeit lernte er Teresa Kohn kennen, die er 1876 heiratete. Aus dieser Ehe gingen drei Kinder hervor, Eugenia, Mihail und Sofia.
1877 kehrte er nach Rumänien zurück, um als Projektingenieur bis 1879 am Bau der Eisenbahnstrecke von Ploiești nach Predeal mitzuwirken, einem Teil der Bahnstrecke Ploiești–Brașov. Auch danach blieb er dem Eisenbahn- und Brückenbau verbunden, so zum Beispiel dem Bau der Strecke von Adjud nach Târgu Ocna, einem Teil der Bahnstrecke Sfântu Gheorghe–Siculeni–Adjud. In Târgu Ocna plante er den Bahnhof und außerdem die erste Materialseilbahn Rumäniens, die von Adolf Bleichert & Co. geliefert wurde. Auf ihr transportierten 10 Kübel je eine Tonne Salz auf einer Strecke von 2100 m zum Bahnhof. Die Materialseilbahn war von 1885 bis 1896 in Betrieb, als sie durch eine Industriebahn ersetzt wurde.
1888 und 1889 plante und baute er in Brăila und Galați 18 m hohe Silos aus Eisenbeton für mehr als 25.000 Tonnen Getreide, die deutlich größer waren als Joseph Moniers etwa gleichzeitiges Reservoir in Clamart und damit eine Spitzenposition bei der Anwendung von Eisenbeton einnahmen.
Schon 1887 war Anghel Saligny von der 1880 gegründeten Rumänischen Eisenbahn zum Leiter der Planung für die  Eisenbahnverbindung mit der großen Donaubrücke zwischen Cernavodă und Fetești beauftragt worden. 1889 legte er die endgültige Fassung der Pläne für die König-Carol-I.-Brücke vor, die unter seiner Leitung von 1890 bis 1895 ausgeführt wurde. Es war die damals  längste Brücke Europas, die später seinen Namen tragen sollte.
Auf Anghel Salignys Vorschlag wurde 1890 die Rumänische Schifffahrtsverwaltung gegründet.
1895 wurde er zum Generaldirektor der Rumänischen Eisenbahnen ernannt. 1899 übernahm er außerdem die Leitung der Hafenbauverwaltung von Constanța, wo er schon seit 1889 an umfangreichen Betonarbeiten zum Ausbau des Hafens mitgewirkt hatte. Wegen einer von 1899 bis 1905 andauernden Finanzkrise mussten zahlreiche Vorhaben jedoch zurückgestellt werden.
1910 wurde Anghel Saligny mit großen Feierlichkeiten in den Ruhestand entlassen, wurde aber keineswegs untätig, sondern begann, den Hochwasserschutz an der Donau zu planen. Die Balkankriege in den Jahren 1912 und 1913 und der Erste Weltkrieg verhinderten jedoch eine Umsetzung seiner Vorhaben. Im November 1915 wurde er zum Leiter des neu geschaffenen Munitionsamtes ernannt, den Leitungsposten gab er nach 9 Monaten wegen zu großer Belastung wieder auf. Für eine kurze Zeit zwischen 1918 und 1919 war er auch Minister für öffentliche Bauvorhaben, dankte aber im Frühjahr wieder ab, um sich ganz seiner Familie widmen zu können.
Anghel Saligny bekleidete eine Reihe weiterer Ämter. Er war unter anderem Gründungsmitglied und später Präsident der Bukarester Polytechnischen Gesellschaft, Professor an der Nationalen Hochschule für Brücken- und Straßenbau und Präsident der Rumänischen Akademie.